# カルバラ第2号作戦
カルバラ第2号作戦（カルバラだいにごうさくせん）は、イラン・イラク戦争中、北部戦線におけるイラン軍による攻勢作戦のことである。

## 概要
イラン軍は戦術的に重要であるイラク領ハジ・オムラン周辺の高地を確保すべく作戦した。

## 攻撃
1986年8月31日深夜、イラン軍は従来の小規模戦闘に紛れてやや多く部隊を投じハジ・オムラン地区へ攻撃を開始し、翌日には目標の大部分を確保した。